# Beach Boys’ Party!
A Beach Boys’ Party! a The Beach Boys tizenegyedik nagylemeze, és a harmadik 1965-ben kiadott albuma.
Augusztusban, a Summer Days (And Summer Nights!!) megjelenése után Brian Wilson elkezdte tervezni a Beach Boys következő lemezének koncepcióját. Mivel minden korábbi teljesítményét felül akarta múlni, már ekkor tudta, hogy az új album megírása és felvétele sok időt vesz majd igénybe. Csakhogy időközben a Capitol Records új anyagot kért Wilsontól a közelgő karácsonyi szezonra. Mivel egy koncertlemez már 1964-ben megjelent, Brian egy „élőben” lemezre vett házibuli ötletével állt elő. Szeptember folyamán Wilson, az együttes, a tagok barátnői és feleségei, és néhány barátjuk a lemezstúdióban rögzítették számos aktuális és régebbi sláger feldolgozását (köztük a már a Beach Boys Concert LP-n is szereplő Papa-Oom-Mow-Mow-t, a Rivingtons szörfrock-klasszikusát). A koncerthangulat megteremtése céljából a dalok elkészülte után háttérzajokat és nevetést kevertek a felvételekhez.
A Party album nem kevesebb mint három The Beatles-feldolgozást (I Should Have Known Better, Tell Me Why, You've Got To Hide Your Love Away) tartalmaz, olyan egyéb slágerek mellett, mint többek között az Everly Brothers "Devoted To You"-ja, Bob Dylan The Times They Are a-Changin'-je, és Phil Spector There's No Other (Like My Baby)-je. Önironikus gesztusként az együttes két saját dalának paródiáját is lemezre vette. A korábbi évek gondosan kidolgozott, kifinomult hangszereléseivel szöges ellentétben a Party-n a vokálokat csupán akusztikus gitár, akusztikus basszusgitár és bongó kíséri, ráadásul a hangszereket ezúttal nem stúdiózenészek, hanem maguk a Beach Boys tagjai szólaltatták meg. A Partyt Brian Wilson mókás, szórakoztató albumnak képzelte el, és nem is tervezett a lemez dalai közül egyet sem kislemezen kiadni, hiszen az LP megjelenésével egy időben került piacra az innovatív The Little Girl I Once Knew kislemez is.
Az új kislemezdal azonban a benne kétszer is szereplő több másodpercnyi szünet miatt nem volt ínyére a rádiós programszerkesztőknek, s a The Little Girl I Once Knew megrekedt a lista 20. helyén. A Capitol sebtében kimásolta a Party utolsó dalát, a Regents Barbara Annjének feldolgozását (a Jan & Dean duó egyik tagjának, Dean Torrence-nek szólóvokáljával), amely meg sem állt a második helyig.
A Beach Boys Party! az amerikai nagylemezlista 6. helyéig jutott, viszont a popvilágban 1965 végén zajló változások jeleként a Beach Boys első LP-je lett 1962 óta, amely nem aranyozódott be. Ugyanakkor az Egyesült Királyságban a Barbara Ann kislemeznek köszönhetően addigi legsikeresebb albumukká vált, a 3. helyig jutott, és országos sztárokká tette az együttest a Beatles szülőhazájában.

## Az album dalai
1. Hully Gully (Fred Smith/Cliff Goldsmith) – 2:22
2. I Should Have Known Better (John Lennon/Paul McCartney) – 1:40
3. Tell Me Why (John Lennon/Paul McCartney) – 1:46
4. Papa-Oom-Mow-Mow (Carl White/Al Frazier/Sonny Harris/Turner Wilson Jr.) – 2:18
5. Mountain of Love (Harold Dorman) – 2:51
6. You’ve Got to Hide Your Love Away (John Lennon/Paul McCartney) – 2:56
7. Devoted to You (Boudleaux Bryant) – 2:13
8. Alley Oop (Dallas Frazier) – 2:56
9. There’s No Other (Like My Baby) (Phil Spector/Leroy Bates) – 3:05
10. Medley: I Get Around/Little Deuce Coupe (Brian Wilson/Mike Love/Roger Christian) – 3:12
11. The Times They Are a-Changin’ (Bob Dylan) – 2:23
12. Barbara Ann (Fred Fassert) – 3:23

### Kislemezek
- The Little Girl I Once Knew/There’s No Other (Like My Baby) (Capitol 5540), 1965. november 8. #20
- Barbara Ann/Girl Don’t Tell Me (Capitol 5561), 1965. december 20. US #2; UK #3
  - A Beach Boys’ Party! jelenleg egy CD-n kapható a Stack-O-Tracks-szel.
  - A Beach Boys’ Party! (Capitol (D) MAS 2398) a 6. helyig jutott az Egyesült Államokban, 24 hetet töltött a listán. Az Egyesült Királyságban a 3. helyre került 1966 márciusában.